# دیک ادووکات
دیک ادووکات (هلندی: Dick Advocaat؛ زادهٔ ۲۷ سپتامبر ۱۹۴۷) بازیکن پیشین و مربی کنونی فوتبال اهل هلند است.
ادووکات هم به عنوان بازیکن و هم به عنوان مربی دوران موفقی را سپری کرده‌است. او در سه دوره هدایت تیم ملی فوتبال هلند را بر عهده داشته‌است. او سابقهٔ هدایت چندین تیم باشگاهی در هلند و تیم‌هایی از جمله زنیت سن پترزبورگ را در کارنامه دارد؛ جایی که او موفق شد عنوان قهرمانی جام یوفا ۲۰۰۸ را همراه با این تیم کسب کند. او هم‌چنین سابقهٔ هدایت تیم‌های ملی از جمله کره جنوبی، بلژیک و روسیه را در کارنامه دارد. لقب او «ژنرال کوچک» است؛ لقبی که نشأت گرفته از استاد او رینوس میشل است.

## افتخارات

### مربی
SVV
- لیگ دسته دو هلند: ۹۰–۱۹۸۹

پی‌اس‌وی آیندهوون
- لیگ برتر فوتبال هلند: ۹۷–۱۹۹۶
- جام حذفی فوتبال هلند: ۹۶–۱۹۹۵
- جام یوهان کرایف: ۱۹۹۶، ۱۹۹۷، ۲۰۱۲

رنجرز
- لیگ برتر فوتبال اسکاتلند: ۹۹–۱۹۹۸، ۲۰۰۰–۱۹۹۹
- جام حذفی فوتبال اسکاتلند: ۹۹–۱۹۹۸، ۲۰۰۰–۱۹۹۹
- جام اتحادیهٔ اسکاتلند: ۹۹–۱۹۹۸

هلند
- جام ملت‌های اروپا، جایگاه سوم: ۲۰۰۴

زنیت سن پترزربورگ
- لیگ برتر فوتبال روسیه: ۲۰۰۷
- جام یوفا: ۰۸–۲۰۰۷
- سوپرجام اروپا: ۲۰۰۸